# Ješaja Horowitz
Ješaja ben Avraham ha-Levi Horowitz (hebrejsky ישעיה בן אברהם הלוי הורוויץ‎, 1565?, Praha – 24. března 1630, Tiberias), počeštěně též Izajáš Horowitz nebo Izajáš Hořovský, zvaný též podle svého nejvýznamnějšího díla ha-Šelah ha-kadoš (השל״ה הקדוש‎) byl židovský rabín, učenec a kabalista.

## Život a dílo
Horowitz se narodil v Praze do slavné a významné rodiny Horowitzů, ale brzy se odstěhoval společně se svým otcem do Polska. Jeho učiteli byli tehdy významní polští rabíni jako Me'ir z Lublinu nebo Jehošu'a Falk. Roku 1597 se stal místopředsedou soudního dvora (av bejt din) v Dubnu, roku 1606 pak ve Frankfurtu nad Mohanem. Během tohoto období se mu narodil syn, pozdější rabín Šabtaj Šeftl Horowitz. Roku 1614 byli Židé z Frankfurtu vyhnáni a Horowitz se vrátil do Prahy, kde sloužil do roku 1621 jako rabín. Po smrti své ženy se odstěhoval do Izraele. Původně se usadil v Jeruzalémě, kde se stal vůdčí autoritou a rabínem aškenázské jeruzalémské komunity. Snažil se o obnovení duchovního života židovské obce a nebránil se ani kontaktům a vlivům sefardské orientální komunity, jejichž některé zvyky přejal. Zemřel v Tiberias a je pohřben poblíž hrobu Maimonida.

### Kabala
Od svého mládí se Horowitz intenzivně zabýval židovskou mystikou - kabalou. Již roku 1597 vydal dílo svého otce Emek beracha se svými vlastními kabalistickými glosami a komentářem. V Jeruzalémě a v Galileji se setkal s dílem Mošeho Cordovera, Josefa Kara a především Jicchaka Lurii. Podle Horowitze byla kabala skutečným učením sděleným Bohem Mojžíšovi na Sinaji a nastal čas pro její odhalení jako úvod k budoucímu vykoupení. Rovněž v otázkách výkladu Bible preferoval výklady mysticky orientované (Nachmanides) před racionalisty (Maimonides).
Jeho hlavním, kabalou ovlivněným dílem se stal spis Šnej luchot ha-brit (Dvě desky smlouvy, hebrejsky: שני לוחות הברית‎, známé pod akrostichem של״ה - Šelah). Poprvé byl tento spis vydán v Amsterdamu roku 1649. Skládá se ze dvou částí, Derech chajim (Cesta života), která se zabývá zákony a pořadím svátků v židovském kalendáři, druhou je pak Luchot ha-brit (Desky smlouvy) vypočítávající 613 přikázání. Celá kniha je eticko-halachickým dílem ve kterém kabala a její myšlenky slouží jako pomoc pro návod, jak žít plnohodnotný a z etického pohledu bezúhonný život.

### Halacha
Ješaja Horowitz byl respektovanou autoritou v oblasti halachy. I ve Š'nej luchot ha-brit je možné najít řadu odkazů na talmudickou literaturu a metodologii. Byl částečným odpůrcem talmudické studijní metody pilpul, kterou na jedné straně odmítal jako hlavní náplň studia Talmudu, na druhou stranu považoval „pilpul držící se podstaty věci (pilpul šel emet)“ jako jeden z nástrojů, které mohou přivést člověka k netušeným informacím v textu tento postup aplikoval i na studium kabalistických spisů jako např. Zohar. Ohledně Tóry a halachy se vyjadřoval jako o kontinuálně pokračujícím procesu, který není možné zastavit a který umožňuje člověku správně reagovat a naplňovat Boží zákon vždy podle doby a místa, ve kterém žije.
Horowitz po celé 18. století duchovně ovlivnil nejen svou novou obec v Jeruzalémě, ale především prostřednictvím svého syna Šabtaje Šeftla, který zůstal v Evropě, i celou středo- a východoevropskou židovskou populaci. Je možné, že některé jeho myšlenky měly vliv na vznik chasidismu.

## Další významná díla
Mezi nejvýznamnější díla patří také modlitební kniha (sidur) Ša'ar ha-šamajim (Brána nebes), vydaná až v 18. století a dále jeho komentáře a novely k několika dílům (např. kalendář Mordechaje ben Hilela nebo komentář k Zoharu, který se zachoval pouze v rukopisné podobě). Velký vliv měly i jeho dopisy zasílané z Palestiny do Evropy.